# Rejon kozelszczyński
Rejon kozelszczyński – jednostka administracyjna w składzie obwodu połtawskiego Ukrainy.
Powstał w 1923. Ma powierzchnię 900 km² i liczy około 25 tysięcy mieszkańców. Siedzibą władz rejonu jest Kozelszczyna.
W skład rejonu wchodzą 2 osiedlowe rady oraz 12 silskich rad, obejmujących 78 wsi.